# 明珠街道 (泰州市)
明珠街道，是泰州医药高新区下辖的一个乡镇级行政单位。

## 行政区划
明珠街道下辖以下地区：
明珠社区、城南社区、丹凤社区、西湖翠苑社区、鑫泰花园社区、祥龙社区、春风社区、左岸名都社区、靳新社区、北徐社区、鲍徐社区和东明村。